# Die Eisenbahn
Die Eisenbahn (französisch Le Chemin de fer) ist ein Bild des Malers Édouard Manet. Es entstand 1872/73. Es handelt sich um das letzte Porträt seines Lieblingsmodells Victorine Meurent, möglicherweise gedacht als Hommage an ihre langjährige Beziehung.

## Beschreibung
Die Leinwand zeigt eine Frau in Begleitung eines Mädchens (Modell stand die Tochter von Alphonse Hirsch) vor dem Bahnhof Gare Saint-Lazare. Während die Frau sinnierend aus dem Bild blickt, wendet sich das Kind den Ereignissen jenseits des Gitters zu, das die Szene in Vorder- und Hintergrund unterteilt. Jenseits des Gitters sind die Dampfwolken einer vorbeifahrenden Eisenbahn und die Fassade eines Hauses zu sehen. Juliet Wilson-Bareau gelang der Nachweis, dass es sich bei dem Haus um jenes handelt, in dem Manet seit Juli 1872 eine Wohnung als Atelier angemietet hatte: Rue Saint-Pétersbourg Nr. 4, in der Nähe des Place de l’Europe. Im Schoß der Frau liegt ein schlafender Hund und ein geöffnetes Buch. Rechts vom Mädchen ist eine Traube zu sehen, die Conzen als Hinweis wertet, dass das Bild im Herbst entstand. Courthion weist darauf hin, dass der Blick auf die Bahngleise vom Haus Mallarmés (Rue de Rome), der mit Manet eng befreundet war, bis heute der gleiche geblieben ist.

## Reaktion der Kritiker
Während Monet, Renoir, Cézanne und andere Impressionisten im Atelier des Fotografen Nadar ausstellten, reichte Manet seine Bilder beharrlich im Salon de Paris ein. 1874 wurde Die Eisenbahn zusammen mit Polichinelle im Salon angenommen und forderte dort laut Düchting „den Spott konservativer Kritiker heraus“. Jules Claretie habe sich gefragt, ob Manet mit einer derartigen „Skizze“ wohl eine Wette gewinnen wolle. Die Zeitschrift Tintamarre sprach am 10. Mai 1874 von der „Eisenbahn nach Charenton“; gemeint ist ein Irrenhaus. Veuillot vermutete gar ein „malerisches Delirium“.
Immerhin gab es auch positive Stimmen: Jules-Antoine Castagnary billigte dem Bild im Siècle „machtvolle Leuchtkraft“ zu und Philippe Burty hob in der Zeitung La République française vom 9. Juli 1874 den Einfluss Manets „auf die ernsthaften Künstler seiner Gruppe“ hervor. Auch Mallarmé setzte sich in La Renaissance für seinen Freund ein.

## Manets Einschätzung
Manet selbst schrieb zur Komposition des Bildes 1880 an Antonin Proust: Es sei kaum vorstellbar, wie schwierig es ist, eine Person so auf eine Leinwand zu setzen, dass sie lebendig und leibhaftig vor einem steht. Ein Kinderspiel sei es dagegen, zwei Figuren zu malen, die aus dem Ineinandergreifen der Persönlichkeiten ihren Reiz gewinnen.

## Heutige Bewertung
Für Conzen nimmt Die Eisenbahn im Werk Manets eine zentrale Stellung ein. Besonders in der Gestaltung des „summarisch angedeuteten Hintergrunds“ sieht sie Manets impressionistische Sichtweise. Es sei der Blick Victorine Meurents, die auch schon für Das Frühstück im Grünen und Olympia Modell stand, der ein „Nachdenken über die Vergänglichkeit und Hinfälligkeit aller Dinge transportiert“.

## Provenienz
Kurz nach Vollendung des Gemäldes erwarb es der mit Manet befreundete Bariton Jean-Baptiste Faure, von dem es Manet 1874 für die Ausstellung im Salon de Paris auslieh. Faure war zu Manets Lebzeiten der bedeutendste Sammler seiner Werke, von denen er mehr als 60 erwarb. Er veräußerte Die Eisenbahn 1881 für 5.400 Francs an den Kunsthändler Paul Durand-Ruel, der es einige Jahre in seinem Bestand führte. In seinen Katalogen bot er das Bild zunächst als Enfant regardant le chemin der fer, dann als Le pont de l’Europe, später als A la gare St. Lazare und zuletzt als Gare St. Lazare an. Durand-Ruel verkaufte das Gemälde am 31. Dezember 1898 für 100.000 Francs an den New Yorker Zuckerfabrikanten Henry Osborne Havemeyer. Zusammen mit seiner Frau Louisine W. Havemeyer trug dieser eine umfangreiche Kunstsammlung zusammen, zu der auch 25 Gemälde Manets gehörten. Mrs. Havemeyer vermachte nach ihrem Tod 1929 mehr als 2.000 Kunstwerke dem Metropolitan Museum of Art. Die Eisenbahn hingegen gehörte zu einem kleinen Teil der Sammlung, der zwischen den drei Havemeyer-Kindern aufgeteilt wurde. Erbe des Gemäldes Die Eisenbahn war der Sohn Horace Havemeyer, der das Bild nach seinem Tod 1956 in Gedenken an seine Mutter der National Gallery of Art in Washington vermachte.